# Julian Golding
Julian Emmanuel Golding (Harlesden, 17 febbraio 1975) è un ex velocista britannico.

## Biografia
Ai Campionati del mondo di atletica leggera di Atene 1997 ha vinto la medaglia di bronzo nella staffetta 4×100 m, gareggiando con i compagni Darren Braithwaite, Darren Campbell, Douglas Walker, Marlon Devonish e Dwain Chambers.
Ai campionati europei di Budapest 1998 ha vinto due medaglie: l'oro nella staffetta 4×100 m, correndo con Allyn Condon, Darren Campbell e Douglas Walker, e il bronzo nei 200 m piani, chiudendo alle spalle dei connazionali Douglas Walker e Douglas Turner.

## Palmarès

### Per la Gran Bretagna
- Campionati del mondo di atletica leggera

Atene 1997: bronzo nella staffetta 4×100 m;
- Europei

Budapest 1998: oro nella staffetta 4×100 m; bronzo nei 200 m piani;
- Europei indoor

Gand 2000: bronzo nei 200 m;
- Mondiali juniores

Lisbona 1994: oro nella staffetta 4×100 m;
- Europei under 23

Turku 1997: oro nella staffetta 4×100 m; oro nei 200 m;

### Per l'Inghilterra
- Giochi del Commonwealth

Kuala Lumpur 1998: oro nella staffetta 4×100 m; oro nei 200 m;

## Altre competizioni internazionali
1998
- Coppa Europa di atletica leggera ( San Pietroburgo)